# Gertschanapis
Gertschanapis is een monotypisch geslacht van spinnen uit de  familie van de Anapidae (Dwergkogelspinnen).

## Soort
- Gertschanapis shantzi (Gertsch, 1960)